# شخصية خيالية

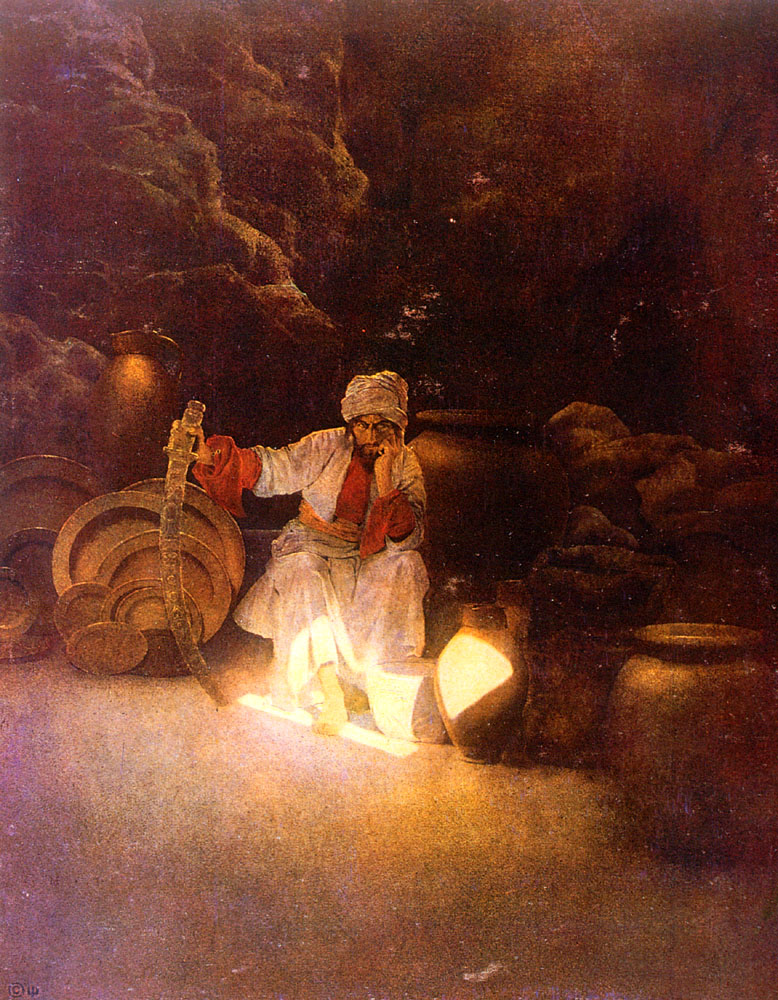
شخصية علي بابا، وهي أحد أشهر الشخصيات الخيالية العربية المذكورة في كتاب ألف ليلة وليلة.

الشخصية الخيالية تعني أي شخص يظهر في أي عمل من نسج الخيال أو تظهر في بعض الاحيان في عقولنا. وهي -بدقة أكبر- أي شخص أو كيان يظهر في عالم من إبداع مؤلف ما. ولا تشمل الشخصيات الخيالية البشر فحسب، وإنما تضم أيضاً: الحيوانات، المخلوقات الفضائية، الآلهة، آليين، وأي مخلوقات وشخصيات ميثولوجية أخرى.
تكون الشخصيات غالباً محور النصوص المكتوبة، خصوصاً في الروايات والمسرحيات، ويصعب تخيل أي قصة تخلو من الشخصيات، بالرغم من وجود نصوص حاولت أن تخلو من الشخصيات (مثل رواية جيمس جويس صحوة فينيغان). وفي الشعر يحضر نوع معين من الشخصيات، يكون غالباً بشكل راوٍ.